# Jaime Yzaga
Jaime Yzaga Tori (Lima, 23 oktober 1967) is een voormalig professioneel tennisser uit Peru. Hij won acht ATP-toernooien in het enkelspel gedurende zijn carrière en vertegenwoordigde zijn vaderland bij de Olympische Spelen van 1992 in Barcelona, waar hij in de tweede ronde werd uitgeschakeld door de als derde geplaatste Amerikaan Pete Sampras. In 1984 was hij eveneens van de partij in Los Angeles, toen tennis een demonstratiesport was en hij in de eerste ronde werd uitgeschakeld door de Amerikaanse Jimmy Arias.

## Erelijst

### Enkelspel
| Nr.              | Jaar | Toernooi     | Ondergrond    | Tegenstander in finale | Score                        | Details |
| ---------------- | ---- | ------------ | ------------- | ---------------------- | ---------------------------- | ------- |
| Gewonnen finales |      |              |               |                        |                              |         |
| 1                | 1987 | Schenectady  | Hardcourt     | Jim Pugh               | 0–6, 7–6(7–4), 6–1           | details |
| 2                | 1987 | São Paulo    | Hardcourt     | Luiz Mattar            | 6–2, 4–6, 6–2                | details |
| 3                | 1988 | Itaparica    | Hardcourt     | Javier Frana           | 7–6(7–4), 6–2                | details |
| 4                | 1991 | Charlotte    | Gravel        | Jimmy Arias            | 6–3, 7–5                     | details |
| 5                | 1992 | Auckland     | Hardcourt     | MaliVai Washington     | 7–6(8–6), 6–4                | details |
| 6                | 1992 | Tampa        | Gravel        | MaliVai Washington     | 3–6, 6–4, 6–1                | details |
| 7                | 1993 | Tampa        | Gravel        | Richard Fromberg       | 6–4, 6–2                     | details |
| 8                | 1993 | Sydney       | Hardcourt (i) | Petr Korda             | 6–4, 4–6, 7–6(7–4), 7–6(9–7) | details |
| Verloren finales |      |              |               |                        |                              |         |
| 1                | 1989 | Forest Hills | Gravel        | Ivan Lendl             | 2–6, 1–6                     | details |
| 2                | 1990 | São Paulo    | Tapijt        | Robbie Weiss           | 6–3, 6–7(7–9), 3–6           | details |
| 3                | 1993 | Charlotte    | Gravel        | Horacio de la Peña     | 6–3, 3–6, 4–6                | details |

## Olympische Spelen

### Enkelspel
| Olympische Spelen 1984 |              |                    |
| Eerste ronde           | Jimmy Arias  | 1–6, 4–6           |
| Olympische Spelen 1992 |              |                    |
| Eerste ronde           | Leander Paes | 1–6, 7–6, 6–0, 6–0 |
| Tweede ronde           | Pete Sampras | 3–6, 0–6, 6–3, 1–6 |

## Prestatietabel
| Legenda | Legenda                          |
| ------- | -------------------------------- |
| g.t.    | geen toernooi gehouden           |
| l.c.    | lagere categorie                 |
| –       | niet deelgenomen                 |
| G       | uitgeschakeld in de groepsfase   |
| 1R      | uitgeschakeld in de eerste ronde |
| 2R      | uitgeschakeld in de tweede ronde |
| 3R      | uitgeschakeld in de derde ronde  |
| 4R      | uitgeschakeld in de vierde ronde |
| KF      | uitgeschakeld in de kwartfinale  |
| HF      | uitgeschakeld in de halve finale |
| F       | de finale verloren               |
| W       | het toernooi gewonnen            |
| w-v     | winst/verlies-balans             |

Prestatietabel grand slam, enkelspel
| Toernooi        | 1985 | 1986 | 1987 | 1988 | 1989 | 1990 | 1991 | 1992 | 1993 | 1994 | 1995 | 1996 |
| --------------- | ---- | ---- | ---- | ---- | ---- | ---- | ---- | ---- | ---- | ---- | ---- | ---- |
| Australian Open | —    | g.t. | —    | —    | —    | —    | KF   | 1R   | 1R   | 1R   | 1R   | 1R   |
| Roland Garros   | —    | 2R   | 1R   | 1R   | 3R   | 1R   | 3R   | 1R   | 1R   | 4R   | 1R   | —    |
| Wimbledon       | —    | —    | 1R   | 1R   | —    | —    | 2R   | 2R   | —    | 2R   | —    | —    |
| US Open         | 4R   | 3R   | 2R   | 3R   | 3R   | 3R   | 2R   | 1R   | 2R   | KF   | 2R   | —    |